# Harold Melvin and the Blue Notes/Diskografie
Diese Diskografie ist eine Übersicht über die musikalischen Werke der amerikanischen Soul- und R&B-Gesangsgruppe Harold Melvin and the Blue Notes. Den Schallplattenauszeichnungen zufolge hat sie bisher mehr als 4,7 Millionen Tonträger verkauft, davon alleine in ihrer Heimat über 4,5 Millionen. Ihre erfolgreichsten Veröffentlichungen sind das Album Wake Up Everybody und die Kompilation Collectors’ Item: All Their Greatest Hits! mit je über einer Million verkauften Einheiten.

## Alben

### Studioalben
| Jahr | Titel Musiklabel Katalog-Nr.                        | Höchstplatzierung, Gesamtwochen, AuszeichnungChartplatzierungen (Jahr, Titel, Musiklabel Katalog-Nr., Platzierungen, Wochen, Auszeichnungen, Anmerkungen) | Höchstplatzierung, Gesamtwochen, AuszeichnungChartplatzierungen (Jahr, Titel, Musiklabel Katalog-Nr., Platzierungen, Wochen, Auszeichnungen, Anmerkungen) | Höchstplatzierung, Gesamtwochen, AuszeichnungChartplatzierungen (Jahr, Titel, Musiklabel Katalog-Nr., Platzierungen, Wochen, Auszeichnungen, Anmerkungen) | Höchstplatzierung, Gesamtwochen, AuszeichnungChartplatzierungen (Jahr, Titel, Musiklabel Katalog-Nr., Platzierungen, Wochen, Auszeichnungen, Anmerkungen) | Anmerkungen                                                                                             |
| Jahr | Titel Musiklabel Katalog-Nr.                        | DE | UK | US | R&B | Anmerkungen                                                                                             |
| ---- | --------------------------------------------------- | --- | --- | --- | --- | --- |
| 1972 | Harold Melvin & the Bluenotes Philadelphia I. 31648 | — | — | US53 (31 Wo.)US | R&B4 (22 Wo.)R&B | Erstveröffentlichung: August 1972 ursprünglicher Titel: I Miss You Produzenten: Leon Huff, Kenny Gamble |
| 1973 | Black & Blue Philadelphia I. 32407                  | — | — | US57 (20 Wo.)US | R&B5 (32 Wo.)R&B | Erstveröffentlichung: September 1973 Produzenten: Leon Huff, Kenny Gamble                               |
| 1975 | To Be True Philadelphia I. 33148                    | — | — | US26 Gold · (32 Wo.)US | R&B1 (33 Wo.)R&B | Erstveröffentlichung: Februar 1975 feat. Teddy Pendergrass Produzenten: Leon Huff, Kenny Gamble         |
| 1975 | Wake Up Everybody Philadelphia I. 33808             | — | — | US9 Platin · (24 Wo.)US | R&B1 (28 Wo.)R&B | Erstveröffentlichung: November 1975 Produzenten: Leon Huff, Kenny Gamble                                |
| 1977 | Reaching for the World ABC 969                      | — | — | US56 (10 Wo.)US | R&B15 (11 Wo.)R&B | Erstveröffentlichung: Januar 1977 Produzent: Harold Melvin                                              |
| 1977 | Now Is the Time ABC 1041                            | — | — | — | R&B50 (7 Wo.)R&B | Erstveröffentlichung: Dezember 1977 Produzent: Harold Melvin                                            |
| 1980 | The Blue Album Source 3197                          | — | — | US95 (20 Wo.)US | R&B15 (29 Wo.)R&B | Erstveröffentlichung: März 1980 feat. Sharon Paige Produzent: Harold Melvin                             |
| 1981 | All Things Happen in Time MCA 5261                  | — | — | — | R&B47 (7 Wo.)R&B | Erstveröffentlichung: Oktober 1981 Produzent: Harold Melvin                                             |

Weitere Studioalben
- 1960: The Blue Notes (als The Blue Notes)
- 1984: Talk It Up (Tell Everybody) (Philly World Records 90187)

### Kompilationen
| Jahr | Titel Musiklabel Katalog-Nr.                                     | Höchstplatzierung, Gesamtwochen, AuszeichnungChartplatzierungen (Jahr, Titel, Musiklabel Katalog-Nr., Platzierungen, Wochen, Auszeichnungen, Anmerkungen) | Höchstplatzierung, Gesamtwochen, AuszeichnungChartplatzierungen (Jahr, Titel, Musiklabel Katalog-Nr., Platzierungen, Wochen, Auszeichnungen, Anmerkungen) | Höchstplatzierung, Gesamtwochen, AuszeichnungChartplatzierungen (Jahr, Titel, Musiklabel Katalog-Nr., Platzierungen, Wochen, Auszeichnungen, Anmerkungen) | Höchstplatzierung, Gesamtwochen, AuszeichnungChartplatzierungen (Jahr, Titel, Musiklabel Katalog-Nr., Platzierungen, Wochen, Auszeichnungen, Anmerkungen) | Anmerkungen                     |
| Jahr | Titel Musiklabel Katalog-Nr.                                     | DE | UK | US | R&B | Anmerkungen                     |
| ---- | ---------------------------------------------------------------- | --- | --- | --- | --- | ------------------------------- |
| 1976 | Collectors’ Item: All Their Greatest Hits! Philadelphia I. 34232 | — | — | US51 Platin · (14 Wo.)US | R&B23 (9 Wo.)R&B | Erstveröffentlichung: Juni 1976 |

Weitere Kompilationen
| - 1977: Don’t Leave Me This Way - 1983: Harold Melvin and the Bluenotes - 1989: Satisfaction Guaranteed (Splitalbum, mit Teddy Pendergrass) - 1989: Greatest Hits - 1992: Satisfaction Guaranteed: The Best of Harold Melvin & the Bluenotes - 1993: If You Don’t Know Me by Now - 1995: The Best of Harold Melvin & the Bluenotes - 1997: Greatest Hits - 1998: Blue Notes & Ballads (mit Teddy Pendergrass) | - 2000: Super Hits - 2001: The Ultimate Blue Notes (mit Teddy Pendergrass) - 2001: My Blue Heaven - 2003: The Best of Harold Melvin and the Blue Notes - 2004: The Essential Harold Melvin & the Blue Notes (feat. Teddy Pendergrass) - 2004: If You Don’t Know Me by Now - 2008: Playlist: The Very Best Of (feat. Teddy Pendergrass) - 2014: The Very Best of Harold Melvin and the Blue Notes |

## Singles
| Jahr | Titel Album                                                   | Höchstplatzierung, Gesamtwochen, AuszeichnungChartplatzierungen (Jahr, Titel, Album, Platzierungen, Wochen, Auszeichnungen, Anmerkungen) | Höchstplatzierung, Gesamtwochen, AuszeichnungChartplatzierungen (Jahr, Titel, Album, Platzierungen, Wochen, Auszeichnungen, Anmerkungen) | Höchstplatzierung, Gesamtwochen, AuszeichnungChartplatzierungen (Jahr, Titel, Album, Platzierungen, Wochen, Auszeichnungen, Anmerkungen) | Höchstplatzierung, Gesamtwochen, AuszeichnungChartplatzierungen (Jahr, Titel, Album, Platzierungen, Wochen, Auszeichnungen, Anmerkungen) | Höchstplatzierung, Gesamtwochen, AuszeichnungChartplatzierungen (Jahr, Titel, Album, Platzierungen, Wochen, Auszeichnungen, Anmerkungen) | Anmerkungen |
| Jahr | Titel Album                                                   | DE | UK | US | R&B | Dance | Anmerkungen |
| ---- | ------------------------------------------------------------- | --- | --- | --- | --- | --- | --- |
| 1960 | My Hero The Blue Notes                                        | — | — | US78 (4 Wo.)US | R&B19 (7 Wo.)R&B | — | Erstveröffentlichung: September 1960 als The Blue Notes Autor: Strauss |
| 1965 | Get Out (And Let Me Cry) –                                    | — | — | — | R&B38 (1 Wo.)R&B | — | Erstveröffentlichung: 10. Oktober 1964 Leadgesang: John Atkins Autor: Richard Barrett                                                                                               |
| 1972 | I Miss You Harold Melvin & the Bluenotes                      | — | — | US58 (9 Wo.)US | R&B7 (15 Wo.)R&B | — | Erstveröffentlichung: März 1972 Autoren: Leon Huff, Kenny Gamble |
| 1972 | If You Don’t Know Me by Now Harold Melvin & the Bluenotes     | — | UK9 (9 Wo.)UK | US3 Gold · (17 Wo.)US | R&B1 (16 Wo.)R&B | — | Erstveröffentlichung: 11. September 1972 Platz 199 der Songs of the Century (RIAA, Liste 2001) Platz 62 der Songs of the Century (BMI, Liste 1999) Autoren: Leon Huff, Kenny Gamble |
| 1973 | Yesterday I Had the Blues Harold Melvin & the Bluenotes       | — | — | US63 (7 Wo.)US | R&B12 (8 Wo.)R&B | — | Erstveröffentlichung: Februar 1973 Autoren: Leon Huff, Kenny Gamble |
| 1973 | The Love I Lost Black & Blue                                  | — | UK21 (8 Wo.)UK | US7 Gold · (18 Wo.)US | R&B1 (17 Wo.)R&B | — | Erstveröffentlichung: 30. August 1973 Autoren: Leon Huff, Kenny Gamble |
| 1974 | Satisfaction Guaranteed (Or Take Your Love Back) Black & Blue | — | UK32 (6 Wo.)UK | US58 (10 Wo.)US | R&B6 (16 Wo.)R&B | — | Erstveröffentlichung: Februar 1974 Autoren: Leon Huff, Kenny Gamble |
| 1974 | I’m Weak for You Black & Blue                                 | — | — | — | R&B87 (1 Wo.)R&B | — | B-Seite von Satisfaction Guaranteed Autoren: Leon Huff, Kenny Gamble, Cary Gilbert                                                                                                  |
| 1974 | Where Are All My Friends To Be True                           | — | — | US80 (6 Wo.)US | R&B8 (13 Wo.)R&B | Dance11 (3 Wo.)Dance | Erstveröffentlichung: Oktober 1974 Autoren: Gene McFadden, John Whitehead, Victor Carstarphen                                                                                       |
| 1975 | Bad Luck To Be True                                           | — | — | US15 (17 Wo.)US | R&B4 (15 Wo.)R&B | Dance1 (24 Wo.)Dance | Erstveröffentlichung: 21. Februar 1975 Autoren: Gene McFadden, John Whitehead, Victor Carstarphen                                                                                   |
| 1975 | Get Out (And Let Me Cry) (Reissue) –                          | — | UK35 (5 Wo.)UK | — | — | — | Erstveröffentlichung: 16. Mai 1975 |
| 1975 | Hope That We Can Be Together Soon To Be True                  | — | — | US42 (10 Wo.)US | R&B1 (16 Wo.)R&B | — | Erstveröffentlichung: Juni 1975 mit Sharon Paige Autoren: Leon Huff, Kenny Gamble                                                                                                   |
| 1975 | Wake Up Everybody                                             | — | UK23 (7 Wo.)UK | US12 (17 Wo.)US | R&B1 (17 Wo.)R&B | — | Erstveröffentlichung: November 1975 Autoren: Gene McFadden, John Whitehead, Victor Carstarphen                                                                                      |
| 1976 | Tell the World How I Feel About ’Cha Baby Wake Up Everybody   | — | — | US94 (2 Wo.)US | R&B7 (11 Wo.)R&B | Dance6 (6 Wo.)Dance | Erstveröffentlichung: Januar 1976 Autoren: Gene McFadden, John Whitehead, Victor Carstarphen                                                                                        |
| 1977 | Don’t Leave Me This Way Wake Up Everybody                     | DE44 (1 Wo.)DE | UK5 Silber · (10 Wo.)UK | — | — | — | Erstveröffentlichung: Januar 1977 Autoren: Leon Huff, Kenny Gamble, Cary Gilbert |
| 1977 | Reaching for the World                                        | — | UK48 (1 Wo.)UK | US74 (4 Wo.)US | R&B6 (15 Wo.)R&B | — | Erstveröffentlichung: Januar 1977 Autor: Derek Floyd |
| 1977 | Hostage Reaching for the World                                | — | — | — | — | Dance37 (2 Wo.)Dance | Erstveröffentlichung: März 1977 Autor: Hubert V. Yarborough |
| 1977 | After You Love Me, Why Do You Leave Me Reaching for the World | — | — | — | R&B15 (12 Wo.)R&B | — | Erstveröffentlichung: April 1977 feat. Sharon Paige Autoren: Harold Melvin, Kenny Gamble                                                                                            |
| 1978 | Baby, You Got My Nose Open Now Is the Time                    | — | — | — | R&B36 (10 Wo.)R&B | — | Erstveröffentlichung: Januar 1978 Autor: Jerome Jones |
| 1979 | Prayin’ The Blue Album                                        | — | — | — | R&B18 (20 Wo.)R&B | — | Erstveröffentlichung: November 1979 Sharon Paige mit Harold Melvin and the Bluenotes Autoren: Gene McFadden, John Whitehead                                                         |
| 1980 | Tonight’s the Night The Blue Album                            | — | — | — | R&B61 (7 Wo.)R&B | — | Erstveröffentlichung: November 1979 Autoren: Alicia Myers, Kevin McCord |
| 1980 | I Should Be Your Lover The Blue Album                         | — | — | — | R&B25 (12 Wo.)R&B | — | Erstveröffentlichung: April 1980 Autor: Harold Melvin |
| 1981 | Hang On in There All Things Happen in Time                    | — | — | — | R&B52 (9 Wo.)R&B | — | Erstveröffentlichung: Oktober 1981 Autoren: James Batton, Ron Tyson |
| 1984 | Don’t Give Me Up Talk It Up (Tell Everybody)                  | — | — | US59 (4 Wo.)US | R&B85 (4 Wo.)R&B | — | Erstveröffentlichung: April 1984 Autoren: Harold Melvin, McKinley Horton, Michael Forte                                                                                             |
| 1984 | Today’s Your Lucky Day Talk It Up (Tell Everybody)            | — | UK66 (3 Wo.)UK | — | R&B81 (4 Wo.)R&B | — | Erstveröffentlichung: Juli 1984 weibliche Stimme: Nikko Autor: Mark Collins |
| 1984 | I Really Love You Talk It Up (Tell Everybody)                 | — | — | — | R&B81 (4 Wo.)R&B | — | Erstveröffentlichung: Oktober 1984 Autoren: Harold Melvin, McKinley Horton |

grau schraffiert: keine Chartdaten aus diesem Jahr verfügbar
Weitere Singles
- 1961: If You Love Me (Really Love Me) (als The Blue Notes)
- 1962: W-P-L-J (White Port and Lemon Juice) (als The Blue Notes)
- 1967: Go Away
- 1969: Never Gonna Leave You (als The Blue Notes)
- 1970: This Time Will Be Different (als The Blue Notes)
- 1977: Standing by You Girl (als The Blue Notes)
- 1980: If You’re Looking for Somebody to Love (Sharon Paige mit Harold Melvin and the Blue Notes)
- 1985: Time Be My Lover
- 2016: The Mike Maurro Peak Hour Mixes Vol. 1 (inkl. Bad Luck und The Love I Lost; Remixe: Mike Maurro)

## Statistik

### Chartauswertung
|                     | DE    | UK    | US    | R&B     |
| ------------------- | ----- | ----- | ----- | ------- |
| Nummer-eins-Alben   | DE—DE | UK—UK | US—US | R&B2R&B |
| Top-10-Alben        | DE—DE | UK—UK | US1US | R&B4R&B |
| Alben in den Charts | DE—DE | UK—UK | US7US | R&B9R&B |

|                       | DE    | UK    | US     | R&B      | Dance       |
| --------------------- | ----- | ----- | ------ | -------- | ----------- |
| Nummer-eins-Singles   | DE—DE | UK—UK | US—US  | R&B4R&B  | Dance1Dance |
| Top-10-Singles        | DE—DE | UK2UK | US2US  | R&B10R&B | Dance2Dance |
| Singles in den Charts | DE1DE | UK8UK | US13US | R&B23R&B | Dance4Dance |

### Auszeichnungen für Musikverkäufe
Anmerkung: Auszeichnungen in Ländern aus den Charttabellen bzw. Chartboxen sind in ebendiesen zu finden.
| Land/RegionAuszeichnungen für Musikverkäufe (Land/Region, Auszeichnungen, Verkäufe, Quellen) | Silber  | Gold     | Platin     | Verkäufe  | Quellen   |
| -------------------------------------------------------------------------------------------- | ------- | -------- | ---------- | --------- | --------- |
| Vereinigte Staaten (RIAA)                                                                    | —       | 3× Gold3 | 2× Platin2 | 4.500.000 | riaa.com  |
| Vereinigtes Königreich (BPI)                                                                 | Silber1 | —        | —          | 200.000   | bpi.co.uk |
| Insgesamt                                                                                    | Silber1 | 3× Gold3 | 2× Platin2 |           |           |